# István Pelle
István Béla Pelle (ur. 26 lipca 1907 w Budapeszcie, zm. 6 marca 1986 w Buenos Aires) – węgierski gimnastyk, medalista olimpijski z Los Angeles.